# Jonathan Borwein
Jonathan Michael Borwein (20 de mayo de 1951 – 2 de agosto de 2016) fue un matemático escocés de la Universidad de Newcastle (Australia). Se le considera, junto con David H. Bailey,el principal impulsor de las matemática experimentales.
Fue Shrum Professor of Science (1993-2003) y obtuvo una Canadá Research Chair en Information Technology (2001-2008) en la Universidad Simon Fraser, donde fue director fundador del Centro de Matemática Experimental y Constructiva y desarrolló la Calculadora Simbólica Inversa junto con su hermano y con Simon Plouffe. En 2004 también obtuvo una Canadá Research Chair en Investigación Distribuida y Colaborativa en la Facultad de Ciencias de la Computación en la Universidad de Dalhousie, aunque siguió siendo profesor en la Universidad Simon Fraser.

## Semblanza
Borwein nació en Saint Andrews (Escocia) en 1951, y se licenció en matemática en la Universidad de Western Ontario en 1971. Se doctoró en la Universidad de Oxford en 1974 con una beca de Rhodes en el Jesus College. Antes de entrar a trabajar en la Universidad Simon Fraser en 1993, trabajó en la Universidad de Dalhousie (1974-91), en la de Carnegie-Mellon (1980-82) y en la de Waterloo (1991-93). Ha recibido diversos premios, entre ellos el Chauvenet Prize (1993), membresía en la Royal Society of Canada (1994),membresía en la American Association for the Advancement of Science (2002), un título honorífico de Limoges (1999) y miembro extranjero en la Academia Búlgara de Ciencias (2003). Fue elegido miembro de la Academia Australiana de Ciencias (2010). En 2014, se convirtió en miembro de la American Mathematical Society. El ISI lo destacó como matemático muy citado durante el periodo 1981-1999.
Sus intereses abarcaron las matemáticas puras (análisis), las matemáticas aplicadas (optimización), las matemáticas computacionales (análisis numérico y computacional) y el cálculo numérico. Es autor de diez libros (los últimos sobre matemáticas experimentales y una monografía sobre funciones convexas) y más de 400 artículos arbitrados. Fue cofundador (1995) de una compañía de software, MathResources, que se dedicaba sobre todo a producir programas informáticos interactivos para la matemática escolar y universitaria. En los últimos diez años antes de su muerte, Borwein estuvo totalmente desvinculado de MathResources. Borwein fue también un experto en el número pi y en especial en su cálculo.

## Cargos
Borwein tuvo varios cargos en asociaciones científicas. Por ejemplo, fue governor de la Asociación Matemática de América (2004-2007), presidente de la Sociedad Matemática Canadiense (2000-02) y presidente del Consejo Asesor NRC-CISTI de la Biblioteca Nacional Canadiense de Ciencia (2000-2003). También fue presidente de varios programas científicos de la OTAN y presidente del Comité Asesor Científico del Instituto de Ciencias Matemáticas de Australia (AMSI). Presidió el consorcio canadiense de HPC (ahora Compute Canada) y el Comité de Información y Comunicaciones Electrónicas de la Unión Internacional de Matemáticas (2002-2008).